# Aeroporto Internacional General Felipe Ángeles
O Aeroporto Internacional Felipe Ángeles da Cidade do México (código IATA: NLU • código ICAO: MMSM) (em espanhol: Aeropuerto Internacíonal Felipe Ángeles) está localizado a cerca de cinquenta quilômetros a nordeste da Cidade do México, capital do México. Inaugurado em 21 de março de 2022 pelo presidente Andrés Manuel López Obrador, é o terceiro maior do país em tamanho. 
Tem o nome de Felipe Ángeles (1868-1919), um dos protagonistas da Revolução Mexicana.